# Sorio
Sorio település Franciaországban, Haute-Corse megyében. Lakosainak száma 129 fő (2022. január 1.). Sorio San-Gavino-di-Tenda, Lama, Pietralba és Piève községekkel határos.

## Népesség
A település népessége az elmúlt években az alábbi módon változott:
| Lakosok száma | 165  | 118  | 126  | 152  | 137  | 138  | 142  | 142  | 142  | 129  |
|               | 1968 | 1982 | 1990 | 2006 | 2013 | 2015 | 2017 | 2019 | 2020 | 2022 |